# Ioan Costea
Ioan Costea (n. 1876, Micănești, județul Hunedoara – d. 1960, Almaș-Săliște, județul Hunedoara) a fost un deputat în Marea Adunare Națională de la Alba Iulia, organismul legislativ reprezentativ al „tuturor românilor din Transilvania, Banat și Țara Ungurească”, cel care a adoptat hotărârea privind Unirea Transilvaniei cu România, la 1 decembrie 1918 :p. 200.

## Biografie
A fost învățător în satul Almășel în perioada 1900-1903. Totodată, a contribuit la organizarea Gărzii Naționale din Almaș-Săliște :p. 200.  

## Activitatea politică
Ca deputat în Adunarea Națională din 1 decembrie 1918 a fost delegat al Cercului electoral Dobra :p. 200.	